# Bluff (rzeka w Australii Zachodniej)
Bluff – krótka rzeka w Australii, w stanie Australia Zachodnia. Ma 10 km długości. Uchodzi do Oceanu Południowego na plaży Hassell Beach, na wschód od miejscowości Albany. Nazwa rzeki została po raz pierwszy odnotowana w 1895 roku i pochodzi od skalistego klifowego wzniesienia (ang. bluff) znajdującego się na północ od jej ujścia. W pobliżu rzeki odnotowano występowanie gatunków skorupiaków Cherax preissii i Palaemon australis oraz ryby Pseudogobius olorum.